# Euphorbia descampsii
Euphorbia descampsii är en törelväxtart som först beskrevs av Ferdinand Albin Pax, och fick sitt nu gällande namn av Peter Vincent Bruyns. Euphorbia descampsii ingår i släktet törlar, och familjen törelväxter.
Artens utbredningsområde är Kongo-Kinshasa. Inga underarter finns listade i Catalogue of Life.